# Frank Drake
Frank Donald Drake (Chicago, 28 de maig de 1930 - Aptos, Califòrnia, 2 de setembre de 2022) fou un astrònom estatunidenc pioner en la recerca de vida intel·ligent extraterrestre. Participà i dirigí nombrosos projectes des que ell mateix portés a terme el primer de tots (projecte Ozma) l'any 1960. Fou president de l'institut SETI.

## Vida
Frank Drake naixé a Chicago el 1930, essent el més gran dels tres fills de Richard Drake, enginyer químic, i de Winnifred Thompson, professora de música. De jove tocava l'acordió i li agradava la química i l'electrònica, així com l'astronomia. Es matriculà a la Universitat de Cornell, Ithaca, Nova York, amb una beca del Cos de Formació d'Oficials de la Reserva de la Marina, i es graduà amb una llicenciatura en enginyeria física el 1952. El 1953 es casà amb Elizabeth Bell, compositora, músic i crítica musical. Tengueren tres fills i es divorciaren el 1976. El 1978 es casà amb Amahl Shakhashiri, a qui havia conegut en una reunió de l'Acadèmia Nacional de Ciències. Després de tres anys com a oficial d'electrònica en un creuer de la Marina, l'U.S.S. Albany, Drake anà a la Universitat Harvard, Cambridge, Massachusetts on realitzà un màster i s'hi doctorà en astronomia el 1958.
El seu primer treball fora de Harvard fou al National Radio Astronomy Observatory de Green Bank, Virgínia de l'Oest. Tenint en compte la tasca de trobar un programa d'investigació per a un telescopi recentment muntat el 1960, recuperà un somni d'infantesa, la vida extraterrestre.
De 1989 a 1992, fou president del Consell de Física i Astronomia del National Research Council. Fou president de la Societat Astronòmica del Pacífic (1988 - 90), director del Centre Nacional d'Astronomia i Ionosfera (1970 - 81) i professor d'astronomia a la Universitat de Cornell (1964 - 84). Fou president del Consell de l'Institut SETI, a la Universitat de Califòrnia a Santa Cruz fou professor d'Astronomia i Astrofísica (1984 - 1996), professor emèrit (1996 - 2022) i degà de Ciències Naturals (1984 - 88). Fou membre de l'Acadèmia Nacional de Ciències.

## Obra
Començà la seva recerca com a astrònom a finals dels anys 50 del segle xx, quan la radioastronomia estava en el seu apogeu, i els radiotelescopis que s'estaven construint començaven a proporcionar informació de l'univers fins aleshores desconeguda. Les ones de ràdio, juntament amb les de la llum, són de fet les úniques que poden penetrar l'atmosfera terrestre, i ofereixen als científics informacions sobre els objectes celestes que els telescopis òptics terrestres, els únics que s'utilitzaven llavors, no podien donar.
El radiotelescopi de Green Bank, a Virgínia de l'Oest (EUA), havia estat construït només dos anys abans que un jove Drake descobrís el camp magnètic al voltant de Júpiter, el més poderós de tots els planetes del sistema solar, i que la temperatura a Venus no variava entre el dia i la nit, dues dècades abans que una sonda visités el planeta. Però fou quan encara no tenia ni 30 anys, el 1960, quan Drake desafià per primera vegada el sentit comú a la Universitat de Cornell, Nova York. Apuntà el telescopi de Green Bank durant unes setmanes cap a dues estrelles properes i semblants al Sol, Tau Ceti i Epsilon Eridani, a 12 anys llum de distància de la Terra, persuadit que seria capaç de detectar senyals de ràdio de les civilitzacions que estava convençut havia d'albergar qualsevol sistema planetari al voltant d'una estrella. Batejà l'experiment com a Projecte Ozma, del nom d'una reina del conte del Màgic d'Oz. Fou una decepció que el senyal recollit fos només la interferència d'una font terrestre. Malgrat això, fou el primer pas del que, dècades després, es convertiria en el projecte SETI, per a la recerca d'intel·ligències extraterrestres, que ell mateix contribuí a fundar.

### L'equació de Drake
El 1961, Frank Drake, en una conferència a Green Bank, presentà una equació (equació de Drake) que permet un càlcul probabilístic del nombre {\displaystyle N} de civilitzacions extraterrestres existeixen en la nostra galàxia amb la capacitat de comunicar-se per mitjà de senyals de ràdio. L'equació és la següent:
{\displaystyle N=R^{*}~\times ~f_{p}~\times ~n_{e}~\times ~f_{l}~\times ~f_{i}~\times ~f_{c}~\times ~L}
Els valors originals per a cada paràmetre proposats per Drake i altres científics el 1961 foren:
- {\displaystyle R^{*}\approx 1}. Nombre total d'estrelles en la Via Làctia.
- {\displaystyle f_{p}\approx 0,2-0,5}. La fracció d'aquestes estrelles que tenen sistemes planetaris.
- {\displaystyle n_{e}\approx =1-5}. Nombre de planetes apropiats per a la vida, per cada sistema planetari.
- {\displaystyle f_{l}\approx 1}. La fracció d'aquests planetes on es desenvolupa vida.
- {\displaystyle f_{i}\approx 1}. La fracció d'aquests planetes on es desplega la intel·ligència.
- {\displaystyle f_{c}\approx 0,1-0,2}. La fracció d'aquests planetes capaços de comunicar-se mitjançant senyals de ràdio.
- {\displaystyle L\approx 1\,000-100\,000\,000}. La fracció de temps de vida del planeta durant la qual viu la civilització.

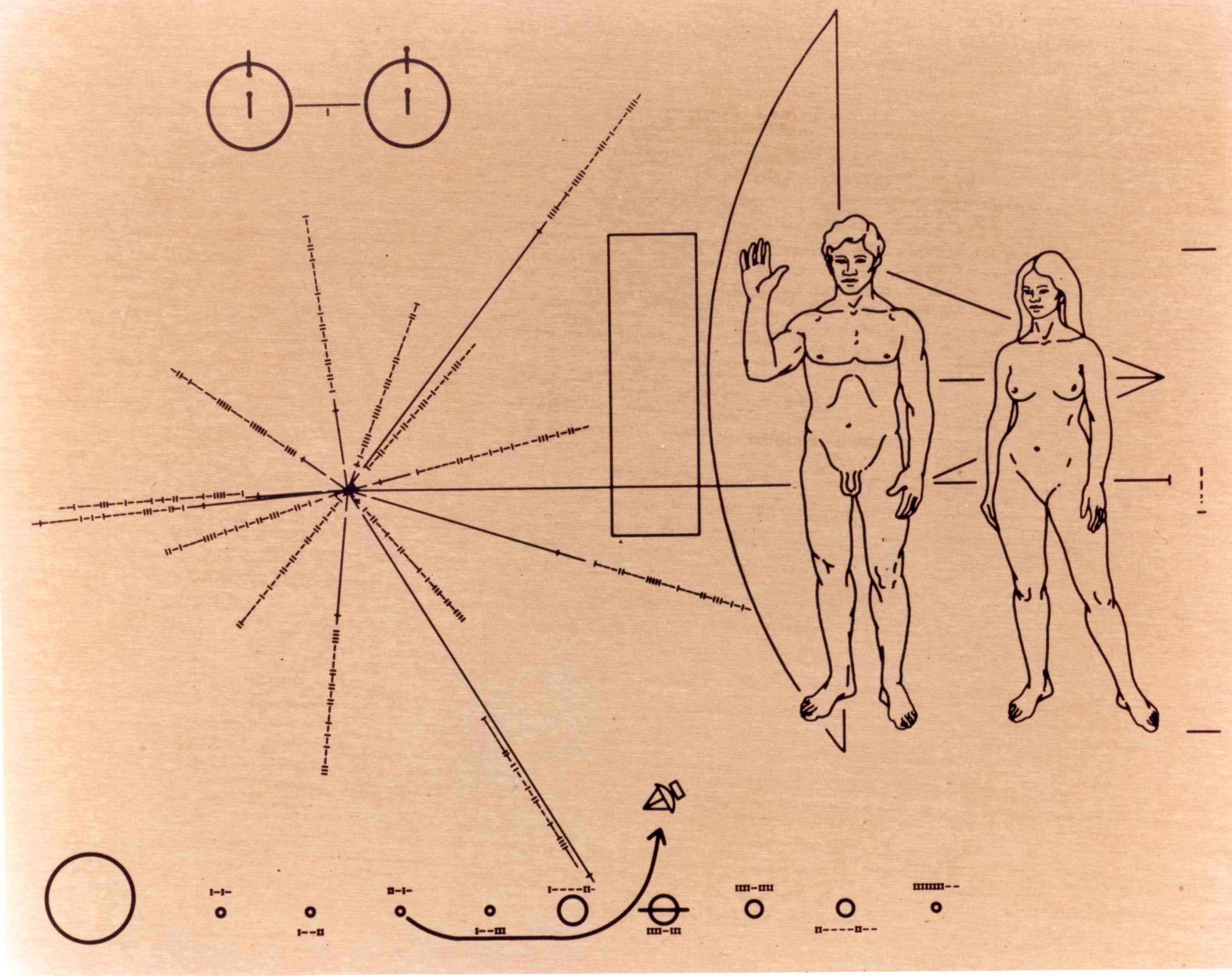
Placa de la sonda Pioneer 10.

Amb els valors més baixos de tots aquests paràmetres s'obtenen 20 civilitzacions a la galàxia que tenen desenvolupament tecnològic. Amb els més alts se n'obtenen 500 000 000. Actualment, amb noves dades astronòmiques, s'obté un valor de 47.

### Missatges als extraterrestres

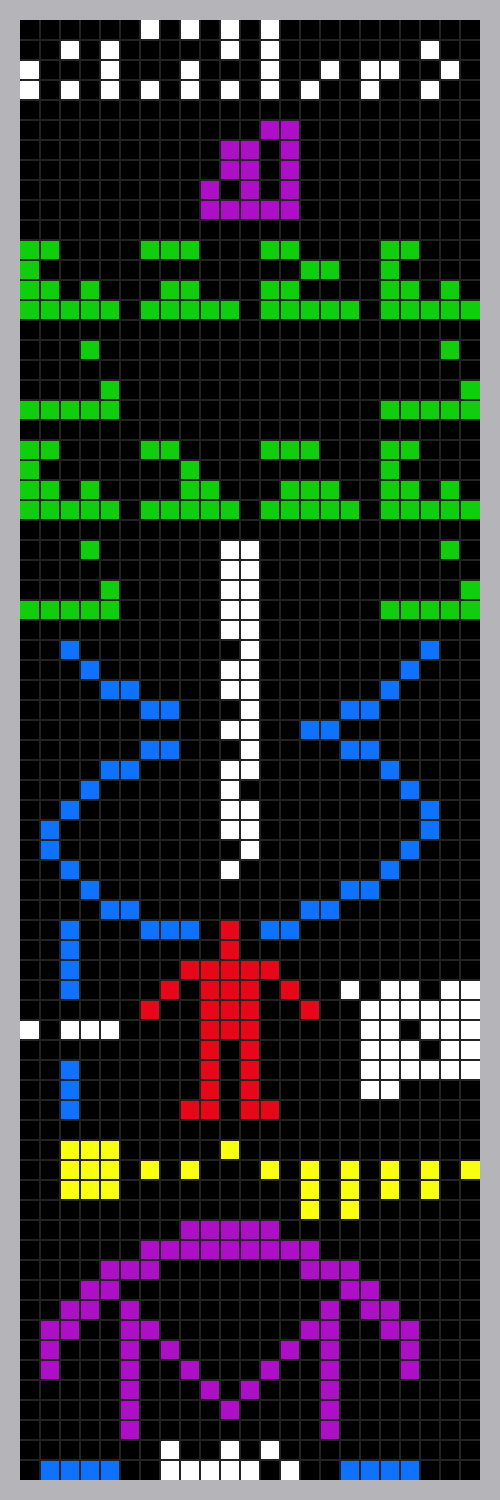
Missatge d'Arecibo.

Quan la NASA llançà les dues sondes bessones Pioneer 10 i 11 (el 1972 i el 1973) dissenyà, juntament amb Carl Sagan (1934–1996), un dibuix en una placa d'or-alumini (placa de les Pioneer) destinat als qui, d'aquí a milers d'anys, puguin interceptar aquestes sondes, que avui s'estima es troben a 110 vegades la distància entre Terra i Sol. A part del dibuix d'un home i una dona, del sistema solar i de la mateixa sonda i el seu recorregut, el més interessant és el mapa còsmic per identificar el Sol, en funció dels 14 púlsars més propers. Aquests estels segur que són coneguts per altres observadors còsmics, i donant freqüència i posició relativa, Drake i Sagan pensaven que podrien constituir referències espacials absolutes per a un eventual receptor de la placa.
A la inauguració, el novembre de 1974, dels nous instruments muntats a l'emblemàtic telescopi d'Arecibo (Puerto Rico), que arribà a dirigir, Drake preparà un missatge, conegut com a missatge d'Arecibo, de 3 minuts i exactament 1 679 bits que envià cap al cúmul de més de 300 000 estrelles, M13, el cúmul d'Hèrcules. Dins de 20 000 anys, si hi ha algú allà que estigui escoltant en aquell moment, i que entengui que es tracta d'una matriu 23 x 73 píxels (23 i 73 són dos nombres primers el producte dels quals dona exactament 1679), veurà un senzill dibuix d'una doble hèlix, amb el nombre de nucleòtids i els nombres atòmics dels elements que els componen (carboni, hidrogen, oxigen, nitrogen i fòsfor), un esbós d'ésser humà, un número en codi binari que indica la nostra altura mitjana (en funció de la longitud d'ona a què es va enviar el missatge), un altre que indica quants érem (4 000 milions llavors), un mapa simplificat del nostre sistema solar i, finalment, un esquema del mateix telescopi d'Arecibo, en forma de paràbola.